# ميخائيل أوبيك
ميخائيل أوبيك (Michael Edirin Obiku) (24 سبتمبر 1968 في واري في نيجيريا – )؛ هو لاعب كرة قدم سابق كان يلعب كمهاجم. يلعب مع منتخب نيجيريا لكرة القدم منذ عام 1988.

## وصلات خارجية
- ميخائيل أوبيك على موقع الاتحاد الدولي (مؤرشف)  (الإنجليزية)
- ميخائيل أوبيك على موقع رابطة كرة القدم اليابانية للمحترفين (اليابانية)
- ميخائيل أوبيك على موقع قاعدة بيانات كرة القدم.إي يو (الإنجليزية)
- ميخائيل أوبيك على موقع ناشيونال فوتبول تيمز (الإنجليزية)
- ميخائيل أوبيك على موقع عالم كرة القدم.نت (الإنجليزية)
- ميخائيل أوبيك على موقع أوليمبيديا (الإنجليزية)
- National Football Teams